# Liberty (Carolina del Sur)
Liberty es una ciudad ubicada en el condado de Pickens y en el estado estadounidense de Carolina del Sur. La ciudad en el año 2000 tiene una población de 3.009 habitantes en una superficie de 11.1 km², con una densidad poblacional de 272.2 personas por km². 

## Geografía
Liberty se encuentra ubicada en las coordenadas 34°47′18″N 82°41′42″O / 34.78833, -82.69500. Según la Oficina del Censo, la ciudad tiene un área total de 11,1 km² (4,3 mi²), de la cual 11,1 km² (4,3 mi²) es tierra y 0 km² (0 mi²) (0.0%) es agua.

## Demografía
En el 2000 la renta per cápita promedia del hogar era de $31.055, y el ingreso promedio para una familia era de $37.656. El ingreso per cápita para la localidad era de $19.272. En 2000 los hombres tenían un ingreso per cápita de $30.753 contra $21.051 para las mujeres. Alrededor del 13.30% de la población estaba bajo el umbral de pobreza nacional. 

### Localidades adyacentes
El siguiente diagrama muestra a las localidades en un radio de 12 kilómetros (7,5 mi) de Liberty.